# 화폐유통속도
화폐 유통 속도는 통화의 한 개체가 국내에 생산된 재화나 서비스를 구입하기 위해 주어진 일정 기간 사용된 빈도의 수를 뜻한다. 다르게 말하면 시간단위당 1달러를 재화와 서비스를 구입하기 위해 사용한 숫자이다. 만약 화폐유동속도가 증가한다면 경제내의 여러 주체들 간에 더 많은 거래가 발생한다는 뜻이다. 비록 화폐유통속도가 일정하다고 생각할 수 있겠지만 이제 시간의 흐름에 따라 변화하고 다양한 요소에 의해 변화한다고 이해하자. 기간을 고려한다면 속도는 단순한 숫자로 표현할 수 있다. 그렇지 않으면 시간에 의해 나뉘는 숫자로 주어진다고 가정한다.

## 개요
화폐의 수급 균형을 생각할 경우에 화폐량을 M, 국민 생산물의 실질 가치를 Y, 일반 물가 수준을 P라 하면, MV=PY라는 균형식이 성립한다. 이 식에서, V는 화폐량과 국민소득의 화폐액을 균형시키는 항목이며, 이것을 화폐의 유통 속도라 부른다.  그런데 V가 사회의 화폐제도나 화폐 관습에 의하여 대개 일정한 크기를 유지한다고 치고, 또 화폐의 수요는 거래 동기만을 기본으로 한다고 생각하면, 앞의 식은 MV=PY로 고쳐 쓸 수가 있다. 이 식에서 오른쪽이 화폐의 수요, 왼쪽이 화폐의 공급을 나타내고 있다. 이 경우에 화폐의 공급은 스톡량(量)(유량=流量)으로 나타내고 있다. 이 식에서 실질 국민생산물 Y를 주어진 것으로 한다면, 사회의 화폐 스토크량 M은 일반 물가 수준을 결정하게 된다. 뒤의 식에서 이러한 의미를 부여할 경우 그것은 화폐수량설을 제시하고 있다.

## 예시
한 명의 농부와 한 명의 기계공이 있는 소경제국의 예를 들어보자. 둘 사이에 단 50달러만이 존재하고 서로로부터 새로운 재화와 서비스를 구입하기위에 1년당 세번의 거래가 발생한다.
- 농부는 기계공으로부터 트랙터의 수리비 50달러를 지출하였다.
- 기계공은 농부에게 옥수수를 40달러에 구입하였다.
- 기계공은 고양이집을 농부에게 10달러에 구입하였다.

여기에서보면 이 소경제국에는 단지 50달러만이 존재하지만 100달러의 교환이 일련의 거래를 통화여 유통되었다. 100달러의 수준이 가능한 이유는 각 달러가 새로운 재화와 서비스에 일년에 두번 사용되었기 때문이다. 이를 2/year 유통속도라고 칭한다. 만약 농부가 기계공으로부터 중고트랙터를 구입하거나 기계공에게 재화를 만들어 주었을 때 이것은 유통속도의 분자에 들어가지 않는데 왜냐하면 그 거래는 소경제국의 GDP에 속하지 않기 때문이다.

## 간접 측정
일반적으로 화폐유통속도는 간접적으로 측정된다.
{\displaystyle V_{T}={\frac {nT}{M}}}
여기에서
{\displaystyle V_{T}\,}는 특정 시점에서 모든 거래에 사용되는 화폐의 유통속도이다.
{\displaystyle nT\,}는 특정 시점의 총거래량의 명목값이다.
{\displaystyle M\,}은 한 경제 내에서 순환되는 총 통화량이다.
(고전학파의 이분법에 따르면 {\displaystyle nT}는 {\displaystyle P\cdot T}에 의해 계산된다. 가격수준 {\displaystyle P}와 실질거래 총 가치 {\displaystyle T}의 곱.)
{\displaystyle nT\,}와 {\displaystyle M\,}의 값은 {\displaystyle V_{T}}의 계산에 포함된다. 
한 경제내에서 최종재화 지출에 대한 이자는 다음과 같다.
{\displaystyle V={\frac {nQ}{M}}}
여기에서
{\displaystyle V\,}는 국가나 국가상품의 계산에 사용되는 통화 속도이다.
{\displaystyle nQ\,}는 명목 생산물이다. (명목 GDP)
({\displaystyle nT}와 비슷하게 고전학파의 이분법에 따르면, {\displaystyle nQ}는 {\displaystyle P\cdot Q}의 요소에 속한다.)

## 참고 문헌
- M2 Definition – Investopedia
- M2 Money Stock – Federal Reserve Bank of St Louis
- "Money Velocity". Federal Reserve Bank of St. Louis. Retrieved October 28, 2013.
- Mishkin, Frederic S. The Economics of Money, Banking, and Financial Markets. Seventh Edition. Addison–Wesley. 2004. p.520.
- Samuelson, Paul Anthony; Economics (1948), p 354.
- http://mises.org/daily/2916
- Ludwig von Mises, Human Action (New Haven: Yale University Press, 1949), and The Theory of Money and Credit (London: Jonathan Cape, Limited, 1934, and New Haven: Yale University Press, 1953).